# 2013. márciusi rendkívüli időjárás Magyarországon

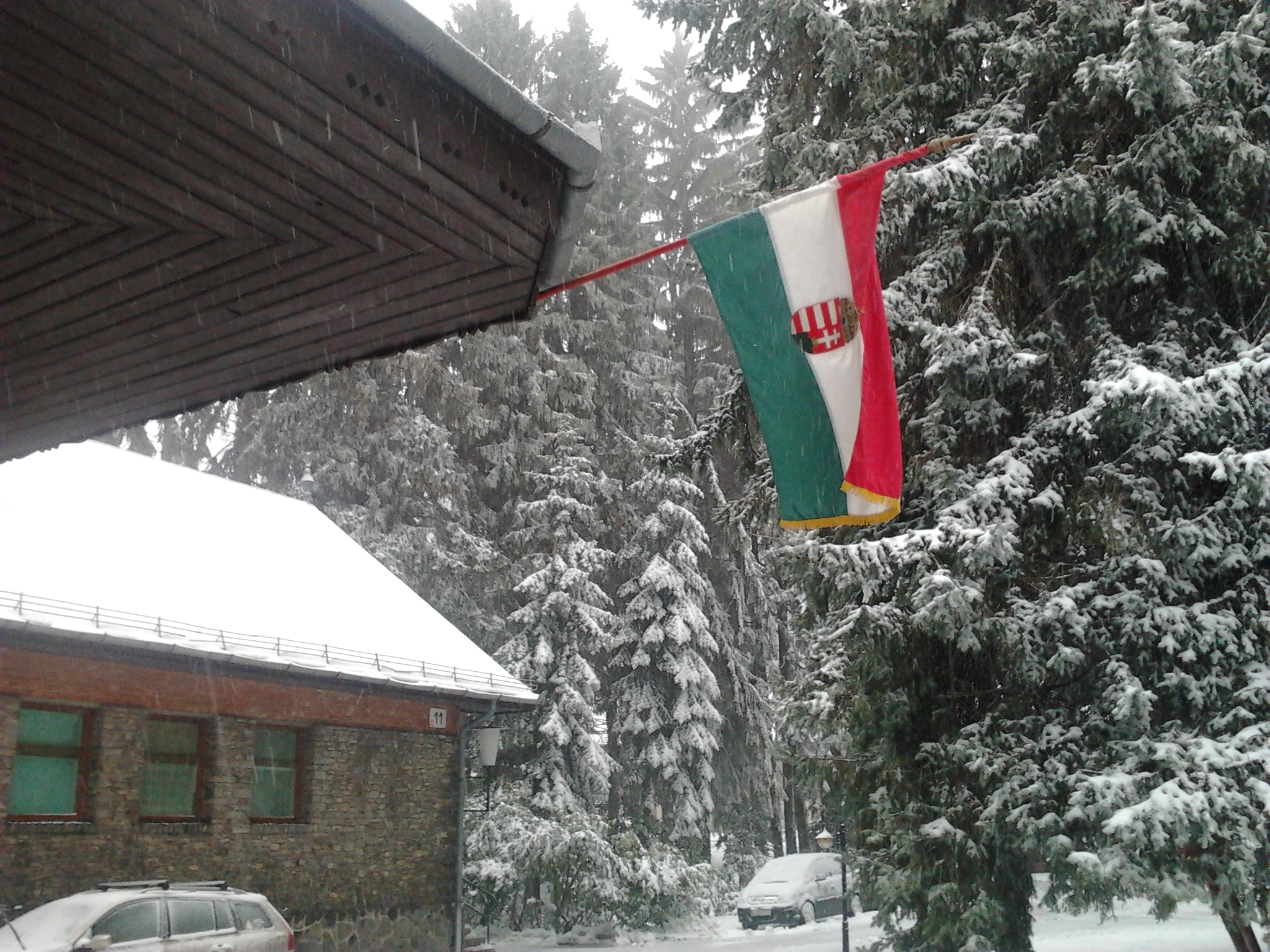
Március 14-én napközben a magasabban fekvő tájakon már havazott

A 2013. márciusi rendkívüli időjárás során március 14-én délután hirtelen jött lehűlés, havazás és viharos szél miatt veszélyhelyzet alakult ki Magyarországon. A Dunántúl középső sávjában valamint az ország északkeleti részében az utak járhatatlanná váltak, sok települést nem lehetett megközelíteni. Akadozott a vasúti és a közúti közlekedés és az áramszolgáltatás is. Több ezren rekedtek az utakon, sokan 24 óránál is többet voltak kénytelenek a hó fogságában várni.

## Időjárás

A 2013-as rendkívüli időjárás súlyossága térképen, megyénként

2013. március 14-én, csütörtökön a korábbi hetek enyhe tavaszias időjárása után hirtelen lecsökkent a hőmérséklet az egész országban, majd szinte mindenhol fagypont alá is esett március 15. hajnalára. A Dunántúlon már 14-én hajnalban havazásba váltott a csapadék és viharos szél fújt. s
Csütörtök délutánra már az ország nagy részén havazott, de a keleti és délkeleti tájakon még az eső, havas eső, illetve ónos eső volt a jellemző, ott estére váltott hóba a csapadék. 2013. március 15-én pénteken folytatódott a havazás és a szél. A hótakaró vastagsága a legtöbb helyen 25 centiméter alatti maradt.
A kialakult időjárási helyzetet egy délnyugat felől érkező, nagy nedvességtartalmú mediterrán ciklon okozta, amely Közép-Európa felett találkozott az Európa északi felének időjárását ekkor már uraló hideg, sarkvidéki eredetű légtömegekkel. Ennek hatására a jelentős mennyiségű hó a hideg levegő beáramlásával járó viharos széllel együtt érkezett, és ez az ország nyugati felében és az ország északkeleti, keleti részén súlyos közlekedési, illetve áram- és vízszolgáltatási problémákat okozott. A viharos, orkán erejű szél egyes lökései a Kab-hegyen elérték a 165 km/h sebességet is, míg az alacsonyabban fekvő térségekben elsősorban a 100 km/h körüli szélsebesség volt jellemző.
A csapadék az ország délnyugati részére szerdán, március 13-án még esőként érkezett, ez a Dunántúlon a hajnali órákra közvetlenül havazásba ment át, míg az ország keleti és déli területein az eső előbb ónos esőre váltott, és ez alakult fokozatosan havazássá. A havazás mértéke szélsőségesen különböző volt, előfordultak olyan területek, ahol mindössze pár centiméternyi hó hullott le, míg egyes helyeken a lehullott hó mennyisége a 16–20 cm-t is elérte. A problémát azonban elsősorban nem is a hó mennyisége, hanem a havazással együtt érkező szél miatt kialakuló hófúvás okozta. Sok helyen több méter magas hótorlaszok keletkeztek, és ezek az ország nyugati részén megbénították a közlekedést.
2013. március 17-én reggel megdőlt a aznapi országos hidegrekord, mivel ekkor -18,2 °C-t mértek Vásárosnaményban. A korábbi országos hidegrekordot 1964-ben mérték Miskolcon, amikor –15,4 °C-os értéket mutattak a hőmérők. A budapesti hidegrekord is megdőlt ugyanezen a napon, mivel Ferihegyen és Lőrincen –7,1 °C-t mértek. A korábbi budapesti rekord –6,5 °C volt.

## Következmények
A hóátfúvások miatt sok út járhatatlanná vált. Az autópályákat a torlódások és elakadások ellenére nem zárták le időben és a Katasztrófavédelem tájékoztatása nem jutott el az érintettekhez. Ezért sokan indultak el a hosszú hétvége miatt rokonlátogatásra, valamint síelni még március 14-én (csütörtök) délután, este is. A kialakult helyzetről március 15-én, pénteken kezdődött meg az országos szintű tájékoztatás, valamint Pintér Sándor belügyminiszter délelőtt tartotta meg első sajtótájékoztatóját. Nem lehetett ekkor az M1-es és M7-es autópályákon közlekedni, a szalagkorlátot több helyen átvágták, hogy az autók vissza tudjanak fordulni és a beavatkozások eredményeként délutánra az autópályák néhány szakasza járhatóvá vált. De a segítségnyújtás mellett is ötezernél több autó rekedt a hó fogságában.
Március 15-ére hetvennél is több települést zárt el teljesen a havazás. Ennél is több település maradt áram nélkül. Néhány szabolcsi településen az áramkimaradás miatt péntek délután már folyóvíz sem volt. Szombat délutánra 19 település maradt közúton megközelíthetetlen, és körülbelül száz településen nincs áram.
Nyolc közlekedési baleset járt súlyos sérüléssel. Az eseményeknek hat ismert halálos áldozata van, ők kihűlésben veszítették el életüket.
Az áramellátás gerinchálózatának különböző pontjain 240 oszlopot tört ketté a viharos szél és a jég súlya. Az országban összesen, mintegy 270 000 ember került veszélybe az ítéletidő miatt.

### A hideg idő következményei más európai országokban
A havazás problémákat okozott külföldön is, többek között az Egyesült Királyságban, Németországban, Franciaországban és Belgiumban.
Oroszországban 50 éve nem esett ennyi hó márciusban, mint akkor. Az elmúlt 100 év legkeményebb telén eddig 300 ember fagyott meg az országban.
Magyarországtól északra, Szlovákiában is fennakadásokat okozott a közlekedésben a csütörtök este betört hidegfront. A legsúlyosabb helyzet a Komáromi járásban alakult ki, ahol több személygépkocsi, illetve teherautó akadt el a hóban. Hasonlóan az itthoni helyzethez, itt is melegedőhelyekre kellett kimenekíteni az autóikban ragadt embereket. A rendőrség, a tűzoltóság és a hadsereg emberei mintegy 300 embert szállítottak átmeneti szállásokra. A rendőrség a Komáromba vezető utakat lezárta péntek reggelre. A vasúti forgalom is szünetelt a Pozsony-Komárom közti szakaszon. Szlovákiában egyes vonalakon másfél órás késésekkel közlekedtek a vonatok. A szlovák vasúttársaság tájékoztatása szerint a legsúlyosabb helyzet Érsekújvár, Kassa, Tiszacsernyő és Tőketerebes vasúti csomópontokon és környékükön alakult ki. Pénteken a reggeli órákban az észak-szlovákiai Kriva és Podbjel települések között a síkos útfelületen megcsúszott, majd árokba fordult egy magyar utasokat szállító turistabusz, ám az utasok közül senki sem szenvedett sérülést. Az utasokat később Nizsna településre szállították.
Lengyelországban négyen megfagytak az északról betörő sarkvidéki eredetű hideg következtében március második hétvégéjén és ezzel már 155-re emelkedett a fagy által okozott halálesetek száma idén. A március 11-i hét havazással kezdődött az országban.
Ukrajnában 100 km-es dugó alakult ki a nagy mennyiségű hó miatt Lviv és Rivne között. Lvivi területen 70 település van elzárva a külvilágtól, valamint a Volinyi és Ternopili területeken 194 település nehezen megközelíthető. Ukrajna nyugati részén március 15-én jelentős mennyiségű szilárd halmazállapotú csapadék hullott, amely az országnak ezen a felén megbénította a közlekedést.
Németországban a sűrű havazás közlekedési balesetek kialakulásához vezetett, többek közt Schleswig-Holstein szövetségi tartományban, ahol 16 cm hó hullott, amelyet a viharos szél hófúvássá változtatott. A frankfurti repülőtéren kedden 800 járatot nem indítottak útnak, míg szerdára már javult valamennyit a helyzet, mert ezen a napon már csak 82 járatot kellett törölni. Körülbelül 2500-3000 utas éjszakázott a reptéren.
Franciaországban le kellett állítani az Eurostar és Thalys (TGV) nagy sebességű vonatszerelvényeket, melyeket csak szerdán tudtak ismét újraindítani. A francia vasúttársaság (SNCF) tájékoztatása szerint a vasútvonalak kevesebb, mint 70%-án jártak a vonatok a hét közepén. Több, mint 1000 utast kellett elszállásolni a pályaudvarok környéki szálláshelyeken, illetve hálókocsikban. Nord-Pas-de-Calais és Pikárdia térségében az ország északi részén a hótorlaszok óriási közlekedési káoszt és dugót okoztak, amely dugók teljes hossza a 170 km-t is eléri. Manche és Somme megyékben alakult ki a legsúlyosabb helyzet.

## Az események időrendje megyei bontásban
- Bács-Kiskun megye:

Szombat délre minden utat sikerült járhatóvá tenni a megyében. Bács-Kiskun megyében nem volt olyan település, amelyet teljesen elzárt volna a külvilágtól a havazás.
Szombat reggel még három út le volt zárva a megyében, melyek a következők:
- az 5213-as út Szabadszállás és Szalkszentmárton között,
- az 5305-ös út Harta és Dunatetétlen között, valamint
- a Kunadacs és Szabadszállás között húzódó név és szám nélküli út. A megyében péntek estig mintegy 40 járművet és közel 100 személyt kellett kimentenie a hó fogságából a Katasztrófavédelmi Igazgatóság és a Rendőrség embereinek.

Szombat reggel még 4 út volt járhatatlan a megyében.
- Baranya megye:

Szombat reggel még két út volt járhatatlan a megyében. A megyében szombat reggel még megközelíthetetlen település volt Kiskeresztúr.
- Borsod-Abaúj-Zemplén megye:

Vasárnap este még 14 Bodrogközben lévő településen nem volt áram.
Csütörtök estétől 45 munkagép dolgozott Borsod-Abaúj-Zemplén megye útjainak tisztításán.
A megyében színesfémtolvajok nehezítették a mentési és helyreállítási munkálatokat, ám a tetteseket a rendőrség még a hétvége során előállította.
- Fejér megye:

2013. 03.16-án este még öt útszakasz volt járhatatlan a megyében a Fejér Megyei Rendőr-főkapitányság tájékoztatása szerint:
- a 8205-ös út Fehérvárcsurgó és a 81-es főút közt,
- a 8127-es út Pusztavám és a megyehatár közt,
- a 6209-es út Adony és Káloz közt,
- a 6215-ös és a 6219-es út Mezőfalva és Sárbogárd között.

Március 16-án, szombat délután sikerült kiszabadítania a Magyar Közút munkagépeinek Bakonykúti és Kislók településeket. Ugyanakkor szombat este még mintegy 20 alsóbbrendű út és útszakasz volt járhatatlan a megyében.
Szombat reggel még 20 út illetve útszakasz volt járhatatlan a megyében. Ekkor még el volt zárva a külvilágtól:
- Zámoly,
- Gánt,
- Csákberény,
- Nagyveleg,
- Vértesboglár,
- Bodmér,
- Újbarok,
- Kincsesbánya és
- Mány

Szombat reggel 6 órakor még 31 út volt járhatatlan a megyében. Szombat hajnalban már ismét járható volt a 8-as főút, ugyanakkor még 11 település volt elzárva, ezek: Vértesboglár, Bodmér, Gánt, Bakonykúti, Bakonysárkány, Felsődobos.
- Győr-Moson-Sopron megye:

Szombat reggel 6 órakor még 9 út volt járhatatlan a megyében. A megyében 600-nál több esetben volt szükség a bajba jutott személyek mentésére és 624 elakadt járművet kellett vontatni, vagy kiásni a hó fogságából. A megyében 12 járművet kellett elszállítani, mert olyan helyen voltak hátrahagyva, ahol hátráltatták a mentési illetve az úttisztítási munkálatokat. Az M1-es autópályára a visszamenőlegesen csütörtöktől érvényes díjmentes autópálya használatot 2013.03.16-án szombaton délután két órától ismét díjkötelessé tette az Állami Autópálya Kezelő Zrt.
- Hajdú-Bihar megye:

2013.03.16-án szombat reggel még 4000 fogyasztót érintett az áramkimaradás a megyében. Ekkor még 10 településen volt részleges áramkimaradás, melyek közül a legrosszabb volt a helyzet Hajdúszováton. Ugyanakkor szombat reggelre már nem volt a megyében olyan település, ahol egyáltalán ne lett volna áramszolgáltatás.
- Jász-Nagykun-Szolnok megye:

A megyében több településen részleges áramkimaradások voltak a viharos időjárás miatt.
- Komárom-Esztergom megye:

Szombat reggel 6 órakor még 22 út volt járhatatlan a megyében. Ekkor még megközelíthetetlen település volt Csatka és Bajna. Szombaton hajnalban Tatabányánál a rendőrség baleset miatt lezárta az 1-es főutat mindkét irányban.
Szombaton a kora hajnali órákra sikerült kiszabadítani a hó fogságából öt települést, melyek a következők:
- Súr,
- Ácsteszér,
- Bakonyszombathely,
- Réde és
- Bársonyos

Vasárnap kora este még 13 alsóbbrendű útszakasz megtisztításán dolgoztak Magyar Közút Nonprofit Zrt. hómarói a megyében. A korábban Fejér megyében tevékenykedő hómarókat munkájuk ottani befejeztével átirányították Komárom-Esztergom megyébe.
Szombat délután 15:15-kor még az alábbi utak, útszakaszok voltak járhatatlanok a megyében:
Lezárt utak:
- 1125-ös út Bajna – Bajót – Lábatlan között
- 1127-es út Tardos – Bikolpuszta összekötő út
- 8127-es út Bokod – Pusztavám megyehatárig
- 8134-es út Naszály – Grébicspuszta összekötő út
- 8139-es számú utak (?) csomópontjától – Naszály
- 8135-ös út Kömlőd – Dad összekötő út
- Kömlőd – 8154-es út kereszteződés
- Tatabánya – 4+000 km szelvény
- 8136-os út Kocs – Nagyigmánd összekötő út
- 8137-es út Kömlőd – Tata összekötő út
- 8155-ös út Oroszlány – Kecskéd összekötő út
- 8207-es út Bakonysárkány – Kisbér összekötő út
- 8227-es út Bakonysárkány – Aka összekötő út
- Szőny belterületi út
- 81 141-es út M1 – Bana összekötő út

Kritikus, nagyon nehezen járható utak:
- 1123-as út Szomor – Gyermely
- 1128-as út Tarján – Tardos
- 1129-es út dunaalmási átkötő – egy nyomon járható
- 8119-es út Oroszlány – megyehatár
- 8135-ös út Szákszend- Császár
- Kisbér-Dad között tehergépkocsival is nehezen járható
- 8136-os út Nagyigmánd – Bábolna
- 8138-as út Almásfüzitő – Naszály – két nyomon járható
- 8141-es út Mocsa – Kocs – egy nyomon járható
- 8141-es út Mocsa – Grébicspuszta
- 8149-es út Bábolna – Tárkány
- 8151-es út Bábolna – Ács között
- 81 128-as út Vértessomló – Környe[18]
- Pest megye:

Szombat reggel még 3 út volt járhatatlan a megyében.
A Keleti pályaudvaron három alvókocsit biztosított a MÁV. Azokban a fűtött kocsikban 120 ember számára tudtak biztosítani a menedéket a hideg elől a csatlakozásukat lekésett utasoknak.
- Somogy megye:

Vasárnap reggel még nem lehetett közlekedni az Andocs és Nágocs közti 6522-es úton, illetve a 6507-es úton Somogyszil és a megyehatár között. Vasárnap reggelre Edde kiszabadult a hó fogságából.
Szombaton a Kapos Volán járatai elindultak ugyan, de nem menetrend szerint közlekedtek. A menetrend szerinti közlekedés vasárnap délelőtt állt helyre.
Szombat reggel még 4 útszakasz volt járhatatlan a megyében. Ekkor még megközelíthetetlen volt Edde és Alsóbogát.
A Kaposvár–Siófok-vasútvonalon hótorlaszok miatt nem volt vonatközlekedés.
Siófokon a kijelölt melegedőhelyeket a Baross- és a Krúdy középiskolákban alakították ki.
Csütörtök éjjelre több településen melegedőket jelöltek ki, melyek: Kadarkút (iskola kollégium), Kaposvár (sportcsarnok), Igal (művelődési ház), Mernye (művelődési ház), Mezőcsokonya (művelődési ház), Somogyjád (művelődési ház), Balatonboglár (tornacsarnok), Balatonlelle (tornacsarnok), Fonyód (gimnázium), Bodrog (idősek otthona), Osztopán (polgármesteri hivatal) Kaposfő (polgármesteri hivatal)
Csütörtök éjjel járhatatlanná vált továbbá a
- Böhönye–Nagybajom közötti útszakasz (61-es főútvonal, a
- Hencse–Lad közötti útszakasz (6617-es út), az
- Igal–Ráksi közötti útszakasz (6513-as út), a
- Pusztakovácsi–Marcali közötti útszakasz (6704-es út), a
- Patosfa–Lad közötti útszakasz (6607-es út), az
- Osztopán–Kürtöspuszta közötti útszakasz (6712-es út) és a
- Mernye–Kaposvár közötti útszakasz (67-es főút.

A 61-es út járhatatlanná vált a kaposfüredi körforgalom és a kaposmérői körforgalom között.
Csütörtök este kilenc órára járhatatlanná vált a
- Kaposfő-Kiskorpád közötti útszakasz (61-es főút); az
- Osztopán-Bodrog közötti útszakasz (6706-os út); az
- Osztopán-Somogyjád közötti útszakasz (6701-es út); a
- Somogyvár-Öreglak közötti útszakasz (6701-es út); a
- Simonfa-Bőszénfa közötti útszakasz (67-es főút); és a
- Csököly-Gige közötti útszakasz (6618-as út).

Este nyolc órára járhatatlanná vált a 6513-as út, azaz a Mernye–Szentgáloskér–Ráksi útvonal.
Estére járhatatlanná vált a 6705-ös út Somogysárd és Mezőcsokonya közt, a 6816-os út Nemesdéd és Vése között, valamint Nemesdéd és Nemesvid közt.
Csütörtök kora este lezárták a hatóságok a Kadarkút és Kaposmérő közti 6616-os utat. Bárdudvarnok és Kadarkút közt az út járhatatlan.
Délután négy óra környékén Lengyeltóti és Buzsák közt baleset történt, amely miatt leállt a forgalom.
A 67-es úton Somogyvár és Kaposvár közt a Deseda-tónál baleset történt, amely miatt leállt a forgalom.
Csütörtök délután Igal és Ráksi közt egy baleset miatt a rendőrség lezárta az utat a forgalom elől.
Kora délután a 6616-os út járhatatlanná vált Kadarkút és Mike közt.
A 65-ös főút Ságvár és Som közt járhatatlanná vált.
Kiskorpádnál teherautó ütközött egy busznak. Az utat lezárták.
A 66 141-es úton Szenna területén egy kamion keresztbe fordult az úton. A 6701-es úton Somogyvár külterületén két kamion akadt el. Tizenegy órára a kamionokat elvontatták.
A 6701-es úton az öreglaki tetőnél hótorlaszok alakultak ki és az út járhatatlanná vált.
Hencse külterületén, Kadarkút irányában a 6607-es útra fa dőlt, amely a teljes útpályát lezárta.
A megyében csütörtök hajnaltól dolgoztak a közútkezelő munkagépei, melyek közül először 16-ot, majd újabb 6-ot vezényeltek ki az utak karbantartására. Marcali környékén hóátfúvások alakultak ki.
Gödrénél elakadt egy kamion, Igal és Ráksi között 4 kamion akadt el és egy busz.
Csütörtökön a 67-es úton a simonfai tetőnél és a 65-ös úton Daránypusztánál erős havazás kezdődött és hóátfúvások alakultak ki.
- Szabolcs-Szatmár-Bereg megye:

Szabolcs-Szatmár-Bereg megyében vasárnap este még 50 települést érintett az áramkimaradás, melyek közül Gávavencsellőn volt egyedül több, mint 2000 fogyasztó áramszolgáltatás nélkül. A megyében hat településen településenként több, mint 1000 fogyasztói helyen nem tudták még helyreállítani a szolgáltatást: Ajakon, Balkányban, Bökönyben, Demecserben, Nyíregyházán és Újfehértón. Vasárnap este a megyében még 35 olyan település volt, ahol 100 és 1000 közti fogyasztónál nem tudták visszakapcsolni az áramszolgáltatást és 19 településen már 100 alatti volt azoknak a fogyasztóknak a száma, akiknél még tartott az áramkimaradás.
Szabolcs-Szatmár-Bereg megyében a leszakadt vezetékeket színesfémtolvajok próbálták meg eltulajdonítani, ám a tetteseket a rendőrség kézre kerítette a hétvége során.
Vasárnap reggel, azaz 2013. március 17-én még mindig 66 településen, 35 000 fogyasztói helyen nem volt áramszolgáltatás Szabolcsban. A megye 83 melegedőhelyét 765-en keresték fel az ítéletidő kezdete óta. A MÁV Zrt. tájékoztatása alapján a Nyíregyháza–Záhony, illetve a Nyíregyháza–Szerencs-vasútvonalakon dízelmozdonyokkal oldják meg a szerelvények közlekedését.
Nyíregyházán öt kijelölt melegedőhely állt az áramszünet miatt lakásukban fűteni nem tudó emberek rendelkezésére, melyek:
- a Westsik Vilmos Élelmiszeripari Szakközépiskola és Szakiskola,
- a Wesselényi Miklós Szakközépiskola és Szakiskola,
- a Bánki Donát Műszaki Középiskola,
- a Zrínyi Ilona Gimnázium,
- a nyírszőlősi Szőlőskerti Általános Iskola kollégiuma.

Március 15-én éjjel 25 fő vette igénybe a melegedők által nyújtott védelmet.
2013. március 16-án délután 16:00-ig az E.ON Zrt. szakembereinek újabb 4000 fogyasztói helyre sikerült visszakapcsolniuk az áramszolgáltatást. Ekkor még erőfeszítéseik ellenére mintegy 46 000 fogyasztói helyen továbbra sem volt áram a megyében. A Dunántúlról 70 szakembert irányítottak át Szabolcsba. A helyreállítási munkálatokat napközben helikopter, honvédségi lánctalpas járművek és a Katasztrófavédelem terepjárói is segítették. A megyében mintegy 5000 km hosszú hálózaton okozott gondokat a lerakódott hó és jégtakaró a vezetékeken, illetve a kidőlt fák. Mintegy 30 km hosszan a vezetékszakasz teljes átépítésére van szükség.
Szombat délután két utat lezártak a megyében, ezek a Vasmegyer és Kemecse közti 3824-es, illetve a 38 031-es (Ibrány-Nagyerdő) és a 38 137-es (Dombrád-Kistiszahát) közötti útszakaszokat jelentették.
A nyíregyházi Ózon panzióban 25-en kaptak lehetőséget a kijelölt melegedő igénybevételére, Bujon 4-en, illetve Nagyhalászon egyetlen embert kellett elhelyezni.
Szabolcs-Szatmár-Bereg megyében szombat délelőtt még 50 000 fogyasztói helyen nem volt áramszolgáltatás. Az M3-as autópályát egy elakadt kamion mentési munkálatai miatt lezárta a rendőrség szombat délelőtt. A forgalmat a 204-es kilométernél leterelték az autópályáról.
Az E.ON Hungária Zrt. felmérései szerint a megyében több, mint 200 vezetékszakadás történt, eltört 220 villanyoszlop, 820 esetben szigeteléstörés történt.
Szombat reggel kiszabadították a hó fogságából Kótajt, ugyanakkor még mindig járhatatlan volt az út Kemecse-Vasmegyer, az Ibrány-Nagyerdő-tanya, valamint a Nagyhalász-Tiszarád közti szakaszokon, illetve a Berkesz-Demecser közti útszakasz ekkor még nehezen járható volt.
Szabolcs-Szatmár-Bereg megyében szombat reggel 6 órakor még 4 útszakasz volt járhatatlan. Ekkor még megközelíthetetlen volt Kótaj. Szombat reggel 77 településen nem volt áramszolgáltatás-közölte a térségi katasztrófavédelmi igazgatóság sajtószóvivője szombat reggel az MTI-vel. Ekkor még 50 000 fogyasztói helyen nem volt áram. Szombat reggelre a Katasztrófavédelmi Főigazgatóságtól kapott 40 darab aggregátor beüzemelésével már sikerült megoldani, hogy a településeken újrainduljon a vízszolgáltatás.
Péntek este még 81 településen közel 60 000 fogyasztónál nem volt áram. Le volt zárva az Újfehértó és Hajdúdorog közti útszakasz, valamint nehezen járható volt:
- a 49 146-os mellékút Butykatelep és Nagykálló,
- a 4146-os út Csegöld és Rozsály,
- a 3824-es út Kemecse és Vasmegyer,
- valamint a Berkesz és Demecser közötti 3833-as út.

Nyíregyházán három melegedőt jelöltek ki, valamint a Zrínyi Ilona Gimnázium kollégiumában 15 embert szállásoltak el. Péntek este 33 munkagép dolgozott a megye útjainak megtisztításán.
A tűzoltók pénteken a megyében 106 műszaki mentést végeztek el a megyében.
A megyében péntek délután még 82 település 57 000 fogyasztóját érintette az áramkimaradás. Ekkor az áramszolgáltató 110 munkatársa dolgozott a hibák kijavításán.
Az időjárás miatt két Intercity vonat vesztegelt Görögszállás-Varjúlapos tanyánál mintegy 500 utassal. Az utasokat a katasztrófavédelem és a rendőrség terepjáróival szállították el Nyíregyházára.
Péntek reggel az áramkimaradás 71 000 fogyasztót érintett 97 településen, míg ez délelőttre 95 településre csökkent, ugyanakkor 73 501 fogyasztói helyet érintett.
A vízszolgáltatás hiánya hat településen összesen 10 792 embert érintett. Ezen települések a következők voltak:
- Vasmegyer
- Buj
- Beszterec
- Tiszarád
- Kemecse és
- Szabolcsveresmart.

Kótaj csak Nyírszőlős felől, földúton volt megközelíthető a péntek reggeli órákban.
A csütörtök esti állapotokhoz képest emelkedett a lezárt utak száma, melyek reggel még a következők voltak:
- a 3504-es út (Újfehértó-Hajdúdorog),
- a 3823-as út (Kemecse-Nyírbogdány),
- a 49 146-os közút (Császárszállás, László-tanya-Nagykálló),
- a 35 124-es mellékút (Újfehértó-Kálmánháza),
- a 3825-ös út (Kemecse-Nagyhalász),
- a 3828-as út Dombrád-Nyírtass,
- a Nagyhalász-Tiszarád,
- a 3821-es út Paszab-Ibrány
- és a Nagyhalász-Nyírbogdány közti útszakaszok.

Péntek délelőtt hét jármű akadt el a megyében. A mentésben résztvevők hat járműből 60 embert menekítettek ki. Pénteken a Nyíregyháza-Szerencs vasútvonalon nem volt vonatközlekedés.
Szabolcs-Szatmár-Bereg megyében a csütörtöki napon a fokozatosan lehűlő időjárás miatt a napközben leesett csapadék fokozatosan ráfagyott a vezetékhálózatra, amely az időnként 100 km/h-s szélben leszakadt a jég súlya alatt. Csütörtök este az eső, illetve ónos eső átváltott havazásra, míg a viharos erejű szél folyamatosan megmaradt, amelynek következtében villanyoszlopok törtek ketté, illetve fák dőltek a hálózatra. A szélsőséges időjárás miatt összesen 98 település mintegy 100 000 lakosa maradt áramszolgáltatás nélkül a megyében.
- Tolna megye:

Szombat reggel 6 órakor még 19 út volt járhatatlan a megyében.
- Vas megye:

A csütörtöki és az éjszakai havazást és hófúvást követően péntek reggelre öt út vált járhatatlanná Vas megyében, melyek a következők voltak:
- a 8-as főút és Jánosháza
- a 8432-es út Celldömölk és Mesteri,
- a 8453-as út Tokorcs és Kemenesmihályfa,
- a 8458-as út Csénye és Bögöt közötti útszakasz,
- ezenkívül a 8459-es út Nemeskocsnál.[24]

Csütörtök este még nyolc útszakasz volt a hó által elzárva, ezek:
- a 8-as főút és Jánosháza,
- a Celldömölk és Mesteri,
- a Tokorcs és Kemenesmihályfa,
- a Kemenessömjén és a 8611-es út,
- a Mersevát és a 8611-es út,
- a Csénye és Bögöt,
- a Nemeskocs és a 8429-es út csomópontja,
- valamint a 8635-ös út Vát és Vasszilvágy közötti útszakasza.

A Vasi Volán járatai csütörtök délutántól nem közlekedtek az alábbi útvonalakon:
- a 8627-es út Peresznye – Répcevis
- a 8636-os út Kőszeg – Nemescsó – Kőszegpaty és Acsád – Meszlen
- a 8638-as út Söpte – Salköveskút – Vassurány – Acsád
- a Kőszeg – Csepreg – Újkér

Csütörtökön délután három órakor az alábbi útszakaszok voltak járhatatlanok a megyében:
- a 8-as főút és Jánosháza között,
- a 8406-os út a megyehatár és Pápoc között,
- a 84 137-es mellékút Bokodpuszta és Köcsk között,
- a 8432-es út a Celldömölk-Mesteri útvonalon,
- a 8433-as út Celldömölk és Kemeneskápolna között,
- a 8439-es út Kám és Sárvár között,
- Csempeszkopács és Meggyeskovácsi között,
- Szeleste és Ölbő között,
- Tokorcs, Kemenessömjén és Kemenesmihályfa környékén,
- Mersevát és 8616-os út között,
- Csénye és Bögöt között,
- Nemeskocstól a 8429-es út csomópontjáig,
- Bük – Sajtoskál útvonalon,
- Vát és Vasszilvágy között,
- Söpte és Vassurány között.

Csütörtökön, délután egy órakor az autóbuszjáratok az alábbi útvonalakon nem közlekedtek:
- Salköveskút – Acsád – Meszlen – Vasszilvágy,
- Szombathely – Vasasszonyfa – Csepreg – Bükfürdő,
- Szombathely – Csepreg – Újkér,
- Kőszeg – Nemescsó – Kőszegpaty,
- Peresznye – Répcevis.

Illetve, ekkor még ezek az utak járhatatlanok voltak:
1. 88. sz. főút Sárvár elkerülő
2. 8-as főút és Jánosháza között,
3. Nádasd-Őrimagyarósd között (Újra lezárva)
4. Pápoc megyehatár,
5. Köcsk bekötő út, Bokodpuszta-Köcsk között,
6. Celldömölk-Mesteri,
7. Celldömölk-Kemeneskápolna,
8. Jánosháza és 8-as út között,
9. Kám-Sárvár ök. út
10. Csempeszkopács- Meggyeskovácsi,
11. Szeleste – Ölbő
12. Tokorcs – Kemenesmihályfa
13. Kemenessömjén és a 8611. jelű út között
14. Mersevát és 8611. jelű út között,
15. Jánosháza és Kissomlyó között,
16. Csénye – Bögöt
17. Nemeskocstól a 8429.csomópontig,
18. Bük – Sajtoskál (Új)
19. Vát – Vasszilvágy
20. Söpte-Vassurány.
21. Nádasd-Daraboshegy

A fentebb említetteken túl délben még további három útszakasz volt a hó által elzárva:
- a Csénye – Bögöt közötti,
- a Gencsapáti – Gyöngyösfalu közötti 8721-es út, és a
- a jánosházi körforgalomtól a 84-es főút.

A megyében csütörtök délben mintegy 300 tehergépjárművet várakoztattak, amelyek Rábafüzesen, Körmenden, Szombathelyen és Hegyfalu – Tompaládony – Zsédeny térségében tartottak kényszerpihenőt.
- Veszprém megye:

Szombat estére sikerült a hó miatt elzárt útszakaszokat járhatóvá tenni a megyében.
Szombat délutánra már csak három hótól elzárt település volt a megyében:
- Barnag,
- Felsőperepuszta és
- Páliháláspuszta Ez utóbbi szabadult ki legutoljára a magyarországi települések közül.

12:43-kor már megközelíthető volt a 73 113. számú – Vöröstói bekötőút, illetve járható volt a Hajmáskér-Öskü szakasz a 8214-es úton és Zirc-Pénzesgyőr közötti útszakasz a 8301-es úton
Szombaton 11:40-kor az alábbi utak voltak járhatatlanok a megyében:
- 7338-as út – Pécsely és Balatonszőlős között
- 73 105-ös út – Balatonudvari közelében
- 73 113-as út – Vöröstói bekötőút
- 73 112-es út- Mencshely és Dörgicse között
- 7333-as út – Kisgörbő – Bazsi összekötő Veszprém megyei szakasza
- 73 159-es út – Sümegprága bekötőút
- 73 152-es út – Ódörögdpuszta bekötőút
- 7321-es út – Nyirád – Sümeg összekötő
- 7311-es út – Nagyvázsony – Vigántpetend összekötő
- 7301-es út – Nagyvázsony – Tapolca között
- 8214-es út – Hajmáskér – Öskü között
- 8216-os út – Szápár környéke
- 8301-es út – Zirc és Pénzesgyőr között
- 8306-os út – Csót-Lovászpatona-Tét összekötő
- 83 103-as út – Lókút bekötőút
- 83 104-es út – Pálihálás bekötőút
- 82 109-es út – Olaszfalu és Felsőperepuszta között
- 83 121-es út – Nagydém bekötőút

Ezenkívül még le volt zárva a 710-es főút teljes szakasza és a 7301-es út.
Szombat délelőtt még 17 alsóbbrendű útszakasz volt vagy teljesen járhatatlan, vagy csak egy nyomsávon járható, illetve a Tapolca és Veszprém közti útszakasz (a 7301-es és a 7311-es út.
Délelőtt tizenegy órára már csak 5 település maradt elzárva a külvilágtól: Barnag, Vöröstó, Lovászpatona, Nagydém, valamint Lókút.
Szombaton 10:50 magasságában lezárták egy állatokat szállító teherautó felborulása miatt a 710-es utat a papkeszi és balatonakarattyai körforgalmak között.
Szombat délelőtt fél tizenegyre ismét járhatóvá vált a 8306-os út Csóttól Vanyola és Lovászpatona irányába.
Szombat reggel ismét elindult a buszközlekedés a megyében. Szombaton 8:45-re már feloldották a 7,5 tonnás gépjárművek forgalomkorlátozását a 83-as főúton.
Szombat reggel 6 órakor még el volt zárva a külvilágtól:
- Jásd,
- Nagydém,
- Lovászpatona,
- Vanyola és
- Gic.

Lezárt, járhatatlan útszakaszok:
- a 7301-es út Nagyvázsony-Tapolca
- a 710-es főutat baleset miatt teljes hosszában le kellett zárni. A megyében szombat délután még 13 útszakasz volt járhatatlan.

Veszprém megyében szombat reggel még 24 út, illetve útszakasz volt járhatatlan.
Szombaton a reggeli órákban még el volt zárva a külvilágtól Lókút, Pálihálás, Felsőpere, Jásd, Szápár, Csetény és Bakonynána.
A 8-as főút szombat reggel 7:00-ig volt lezárva a 72-es főút elágazójától (litéri elágazótól), egészen a Fejér megyével határos megyehatárig. Ugyanekkor a 7301-es út még teljes egészében le volt zárva a forgalom elől, a 82-es és a 83-as főutakra pedig a 7,5 tonnánál nehezebb gépjárművek nem hajthattak fel. Veszprém és Zirc között a 82-es főútra nem hajthattak fel a 7,5 tonnás járművek, ugyanakkor Zirctől Győr felé teljes útzár volt érvényben.
A 8301-es út Zirc-Akli-Pénzesgyőr közt járhatatlan volt szombat reggel. Csóttól a 8306-os út járhatatlan volt Vanyola és Lovászpatona irányában. A 8213-as út Tés és Szápár közt teljes hosszában le volt zárva. A 8216-os út Dudartól a megyehatárig nem volt járható.
Pénteken este 11-kor feloldották a Pápáról kivezető utakon az útzárat.
- Zala megye:

Szombat délelőtt ismét elindult a távolsági buszközlekedés a megyében, ugyanakkor ekkor még nem indítottak Győrbe és Székesfehérvárra járatokat. A Budapesten rekedt járataik, amelyek csütörtök este óta vesztegeltek a fővárosban, a délelőtt folyamán útnak tudtak indulni vissza a zalai megyeszékhelyre. Az útviszonyoktól függően ekkor még mintegy 10-15 perces késésekről tájékoztatta a cég utasait. A helyközi járatok a lezárt útszakaszok kivételével mindenütt közlekedtek szombaton.
Szombat reggelre már nem maradt elzárt település a megyében, ám ekkor még hat útszakasz továbbra is járhatatlan volt többek közt
- a 7525-ös út Kilimán és Zalaszabar,
- a 7529-es út Gelse és Pölöskefő,
- a 7544-es út Tófej és Söjtör közötti útszakaszai, illetve nehéz volt a közlekedés Zalaszántó és Vindornyalak között a 73 164-es úton. Ekkor még le volt zárva a forgalom elől a 75-ös főút Alsópáhok és Zalaapáti körforgalom közti szakasza.

A megyében szombat reggelre minden elszállásolt személy elhagyta a melegedőket.

## Intézkedések és figyelmeztetések
A katasztrófahelyzet 59 kistérséget érintett, melyek nyolc megyében találhatók: Komárom-Esztergom, Fejér, Veszprém, Somogy, Zala, Borsod-Abaúj-Zemplén, Hajdú-Bihar és Szabolcs-Szatmár-Bereg megyében.
Az Országos Katasztrófavédelmi Főigazgatóság a rendkívüli helyzetről közleményt adott ki. Ebben mindenkit arra kértek, hogy az érintett területeken senki ne induljon útnak. Akinek azonban ennek ellenére halaszthatatlan dolga van, az is csak a téli időjárásra és útviszonyokra megfelelően felkészített járművel induljon útnak-állt a közleményben. A szolgálat az autóban rekedt embereket arra szólította fel, hogy ne hagyják el az autójukat, ha pedig az üzemanyag elfogyott, akkor se induljanak útnak gyalog, hanem a közelben lévő másik megrekedt gépkocsikba próbáljanak átszállni.
Pintér Sándor belügyminiszter csütörtök délután riadóztatta a rendőrséget és a katasztrófavédelmet. A miniszter állítása szerint „emberemlékezet óta nem volt ilyen időjárás Magyarországon”. A miniszter mindenkit megnyugtatott, hogy mindent megtesznek a hóban rekedt emberek kimentése érdekében, valamint megerősítette a Katasztrófavédelem kérését, mi szerint senki ne induljon útnak. A Belügyminisztérium a bajba került autósoknak szánt SMS-üzenetet is küldött.
A rendőrség és a katasztrófavédelem több száz fő, autóban rekedt embert mentett ki, valamint az autósokat a helyszínen melegedő buszokkal és meleg teával látták el. Az utakat hókotrók és a Magyar Honvédség lánctalpas járművei tisztították, de az erős szél a havat azonnal visszafújta az utakra, ezért még a mentésben résztvevők is elakadhattak. A nemzeti ünnep miatt zárva tartó bevásárló központok több helyen kinyitottak és melegedőt biztosítottak a hófúvásban rekedteknek. Az M1-es autópálya járhatóvá tételében osztrák hókotrók is részt vettek.
A külső helyszínekre tervezett állami ünnepségek és pártrendezvények egyaránt elmaradtak.
A zord téli időjárás következményei miatt a katasztrófavédelem szakembereinek 14-én 777, 15-én 700 műszaki mentést kellett végrehajtaniuk, az autópályák menti szalagkorlátokat 14 helyen kellett átvágni a mentés során. A katasztrófavédelem 1692 alkalommal avatkozott be az ítéletidő három napja alatt. A mentésben több, mint 6000 polgárőr is részt vett.

### Előzetes figyelmeztetések a médiában
A Magyar Közút Nonprofit Zrt. 2013. március 13-án délután 15:20 perckor az alábbi figyelmeztetést adta ki:
Csütörtökön a nyugat-dunántúli megyékben a várható havazás mellett viharos, orkán erejű széllökésekre lehet számítani a meteorológiai előrejelzések szerint, ezért ezekben a térségekben több helyen is hóátfúvások nehezíthetik majd a közlekedést. A Magyar Közút Nonprofit Zrt. a teljes gépparkjával azon fog dolgozni, hogy megszüntesse majd az esetleges hóakadályokat, ugyanakkor a társaság arra kéri a közlekedőket, amennyiben a hófúvásokban érintett területeken autóznának, utazás előtt mindenképpen tájékozódjanak az aktuális útviszonyokról!
Az Országos Meteorológiai Szolgálat a március közepén bekövetkezett szélsőséges időjárási helyzetre már jóval annak bekövetkezte előtt kiadta a szükséges figyelmeztetést. A meteorológiai szolgálat már szerda este 19:30 perckori előrejelzésében figyelmeztetett, hogy rendkívül erős vihar várható.
A Magyar Televízió többször megszakította ünnepi műsorát, hogy beszámoljon az aktuális és legfrissebb hírekről. A nap során az alábbi kezdési időpontokkal adtak hírműsort 2013. március 15-én:
- 07:00
- 08:00
- 10:00
- 11:00
- 12:01
- 13:00
- 14:00
- 15:00
- 16:05
- 17:03
- 17:50
- 18:00
- 18:35
- 19:30
- 22:03
- 00:15

A Magyar Televízió egyes csatornája a pénteki nap során 15 alkalommal szakította meg adását, hogy tájékoztassák a nézőket a kialakult időjárási helyzetről 266 perc és 31 másodperc időtartamban. A Kossuth Rádió március 15-én éjjel félóránként számolt be a helyzetről.

### Kritikák
A hatóságok intézkedését sokan bírálták annak késlekedése és a szervezetlensége miatt. A bírálók kifogásolták az országos kamionstop időbeni bevezetésének elmulasztását, a hófogó rácsok kora tavaszi beszedését, az autópályák későn történt lezárását, az úttisztítás és hideg idő beköszöntét megelőző előkészületek elmaradását vagy elégtelen voltát, a hadsereg kései közbelépését. Az OKF nem élt a Médiatörvényben elfogadott és 2011-re kiépített rendszerrel, amely a közérdekű közlemények beolvasását teszi lehetővé az elektronikus tömegmédiumokban vészhelyzet esetén. Pintér Sándor belügyminiszter csak március 15-én délelőtt rendelt el riadót, azaz magasabb készültségi szintet a belügyi szerveknél, a kormány azonban veszélyhelyzetet egyáltalán nem hirdetett ki. A bírálók arra is rámutattak, hogy a második Orbán-kormány által központosított katasztrófavédelem ekkor vizsgázott először éles szituációban, ám a teljesítménye nem igazolta fölényét a korábbi decentralizált struktúrával szemben.
Többen kifogásolták a hó fogságában autójában várakozó Pálinkás Józseffel, az MTA elnökével szemben tanúsított kivételezett eljárást, a Terrorelhárítási Központ (TEK) különleges járművei beavatkozásának késlekedését illetve szerintük alacsony hatékonyságát. Számos kritika érte a magyar közszolgálati médiát, amiért állítólag nem tájékoztatott időben és pontosan a csütörtök éjjeli–péntek hajnali eseményekről.
Több mentésben részt vevő hivatásos és civil panaszkodott arról, hogy nem kapott megfelelő információt a mentést irányító operatív törzstől, illetve az engedélyek kései megadása hátráltatta a mentést. Számos bajba jutott autós azt mondta, hogy a rendőrök semmiféle információt nem tudtak adni a mentés várható időtartamáról és a kilátásokról. Bírálat érte Belügyminisztérium által küldött SMS üzenet hasznosságát, célzottságát és azt, hogy miért csak informális felkéréssel keresték meg az üzenetküldést végző mobiltelefon-szolgáltatókat.
Az irányítási problémákat sokan annak tudták be, hogy a nemzeti ünnepen Orbán Viktor miniszterelnök Brüsszelben tárgyalt, Semjén Zsolt miniszterelnök-helyettes Kézdivásárhelyre utazott ünnepelni, Navracsics Tibor miniszterelnök-helyettes ismeretlen helyen tartózkodott, Hende Csaba honvédelmi miniszter pedig Szlovéniába látogatott. Az is felmerült egyesekben, hogy a március 14-én a Belügyminisztériumban tartott kitüntetéseket átadó ünnepség, melyen részt vett Pintér Sándor belügyminiszter és Bakondi György altábornagy, OKF főigazgató is, valamiképpen közrejátszhatott a késlekedésben.
Az interneten, blogokban, fórumokban és a Facebookon sokan nehezményezték Pintér Sándornak egy sajtótájékoztatón tett kijelentését, miszerint elégedetlen az állampolgári fegyelemmel.
„Az anarchiát és a szervezett mentést ne keverjük össze” – mondta Pintér arra felvetésre, hogy a tűzoltók sok helyen nem engedélyezték a szalagkorlát átvágását az autópályán. Az állampolgári felelőtlenségre példaként említette, hogy előző nap, amikor már mindenki tudta, hogy nem szabad útnak indulni, negyven gépkocsi ütközött össze az M7-es autópályán. „Felelőtlenül elindultak, nyári gumikkal elindultak és 5-10 méteres látótávolságnál olyan sebességgel haladtak, hogy képtelenek voltak megállni (…), és egy ember el is hunyt” – fogalmazott a miniszter. A sajtóban ezután megjelent, hogy a hó fogságába került Giró-Szász András kormányszóvivő, a már említett Pálinkás József akadémiai elnök, Deutsch Tamás európai parlamenti képviselő és a Belügyminisztérium egy meg nem nevezett államtitkára is.
Az informálódást nehezítette, hogy a felfokozott érdeklődés miatt fellépő túlterhelés hatására összeomlott vagy akadozott számos népszerű közlekedési tájékoztató honlap működése (Útinform.hu, Elvira.hu, Autópálya.hu). A legtöbben telefonon sem kaptak tájékoztatást az illetékesektől (például az autópálya-kezelő ügyeletétől vagy az állami közútkezelőtől), mert náluk is túl voltak terhelve a vonalak vagy nem rendelkeztek pontos adatokkal a közlekedési nehézségekről. Az OKF honlapja és a honlapon lévő eseménytérkép sem frissült az aktuális információkkal.
Nem csak a hiányzó, hiányos vagy pontatlan tájékoztatást bírálták sokan, hanem annak a gyanúja is felmerült, hogy tudatosan hazudtak a kormányzati illetékesek a vészhelyzet során.
Az ellenzéki pártok lemondásra szólították fel Pintér Sándor belügyminisztert és Bakondi Györgyöt.
Szabó Máté ombudsman vizsgálatot indított az ügyben. Az egy hónap múlva kiadott jelentésében megállapította, hogy a részt vevő szervek eszközállományukat maximálisan igénybe véve végezték a mentést, ugyanakkor sok hibát vétettek a lakosság felkészítésében, tájékoztatásában, valamint a kommunikációban.
Pintér Sándor belügyminiszter is készített egy jelentést, melyben a katasztrófavédelem munkáját magas színvonalúnak minősítette. A 2013. április 9-én az országgyűlés honvédelmi és rendészeti bizottságában ismertetett 6 és fél oldalas dokumentum részletes adatokat tartalmaz az eseményekről, a károkról és a katasztrófavédelmi intézkedésekről. A jelentés szerint a hatóságok kommunikációja megfelelő volt, minden időben történt, a havazás senkit sem érhetett váratlanul. A belügyminiszter felmérést készíttetett arról is, hogy hogyan ítélték meg az állampolgárok a mentést. Eszerint a legrosszabb eredmény is közepes lett. A Medián Közvélemény- és Piackutató Intézet felmérése szerint azonban a lakosság többsége kritizálta a kormányzat teljesítményét, noha a vélemények pártpreferenciák szerint szóródtak.
Érdekesség, hogy március 17-én Orbán Viktor miniszterelnök egy előző nap készült kisfilmet tett közzé Facebook oldalán, amelyben téli körülmények között személyesen vezet egy kisbuszt Alcsútdoboz környékén, Pintér Sándorral felkeres néhány mentésben közreműködőt, valamint felvesz két stoppost. A kisfilmet egyesek megrendezettséggel, hiteltelenséggel vádolták, mások dokumentumértékűnek fogadták el ugyan, viszont biztonsági kockázatok sorát fedezték fel a képeken.

## Elzárt települések, járhatatlan utak az országban
Március 17-én estére sikerült megtisztítani a hóakadályoktól az utolsó útszakaszokat is, ezért már egyetlen járhatatlan út sem volt az országban.
Az országban 2013. március 17-én már egyetlen olyan település sem volt, amely legalább egy irányból közúton megközelíthető ne lett volna.

### Járhatatlan utak az országban 2013. március 17-én
- Az alábbi adatok a Magyar Közút Nonprofit Zrt. honlapján közzétett közlemények alapján a 2013. március 17-i délelőtt 09:40 perckori állapotot mutatják.[61]
- Fejér megye
  - 6219-es út, 15+112–25+179 km, Mezőfalva-Sárbogárd között
- Komárom-Esztergom megye
  - 13-as főút, M1-es autópálya–Ete között
  - 1125-ös út, Bajna–Bajót között
  - 1126-os út, 1125-ös jelű út–Lábatlan között
  - 1127-es út, Tardos–Bikol között
  - 8127-es út, Kocs–Dad között, továbbá Bokod–Pusztavám között a megyehatárig
  - 8134-es út, Naszály–Grébicspuszta között
  - 8135-ös út, Kömlőd–8154-es út kereszteződés között, továbbá Tatabánya térségében a 4+000 km-ig
  - 8136-os út, Kocs–Nagyigmánd között
  - 8137-es út, Tata–Kömlőd között
  - 8155-ös út, Oroszlány–Kecskéd között
  - 8207-es út, Bakonysárkány–Kisbér között
  - 8227-es út, Bakonysárkány–Aka között
  - 81 132-es közút, Szőny, belterületi út
  - 81 144-es közút, M1-es autópálya–Bana között
- Somogy megye
  - 6522-es út, Andocs–Nágocs között
  - 6507-es út, Somogyszil és a megyehatár között
- Tolna megye
  - 6315-ös út, Gyönk–Hőgyész között Diósberénynél
  - 6407-es út, Fürged–Ozora összekötő út
- Veszprém megye
  - 7311-es út, Nagyvázsony–Vigántpetend összekötő út
  - 73 152-es út, Ódörögdpuszta bekötő út

Ár- és belvíz miatti lezárások
- - Borsod-Abaúj-Zemplén megye
  - 2603-as út a 0+000–1+100 km, a 26-os főút és Sajókaza között
  - 3601-es út a 0+015–2+015 km, Muhi és Köröm között
  - 3307-es út a 33+800–34+693 km között, az ároktői komphoz vezető út
  - 36 107-es út a 4+300–7+050 km, Sajóörös és Kesznyéten között

## Az önkéntesek és a rádió szerepe, valamint az esemény utóélete
A hivatalos szervek sokak által megkésettnek vélt reakcióját kompenzálta az az önként, szinte órákon belül megszervezett lakossági összefogás, melyet utólag "példaértékűnek" neveztek a helyi híradások. A városi rádiók koordinálásával gyorsan létrejött ugyanis egy széleskörű lakossági mozgalom, amely segítette az utakon bajba jutottakat. A segítség főként a térségből érkezett, de a Facebooknak és a élő internetes híradásoknak köszönhetően az ország többi részéből, pl. Budapestről és Pest megyéből is érkeztek önkéntesek.

### A helyi rádiók szerepe
Az Oxygen Media három rádiócsatornája, az Ozone Fm Győr, az Ozone Fm Mosonmagyaróvár és a Győr Plusz Rádió március 14-étől kezdve összesen 58 órás, folyamatos adást sugárzott a katasztrófahelyzet idején. Előzetes hatósági engedélyek nélkül a három rádióállomást összevonták, így biztosítva percrekész információkat a hóban rekedt bajbajutottak számára. A helyzetfelismerés egyik fontos szereplője Orosz Sándor műsorvezető volt, aki a következő napokban több interjút is adott tapasztalatairól a médiában, többek között a Csaba Rádiónak és a beol.hu-nak.
Az adásfolyamot bonyolító 16 munkatárs folyamatos váltásban volt, de a legtöbben csak pár órás alvással szakították meg munkájukat. Meronka Péter, az Oxygen Media főszerkesztője szerint olyanok voltak az autóban rekedtek számára, mint a köldökzsinór: a rádióban közzétett segítségkérésre rendszerint húsz percen belül megoldás született.
Az akciókban közreműködők, műsorvezetők, tudósítók, a Máltai Szeretetszolgálat és a Vöröskereszt, valamint a civil szervezők helytállását Borkai Zsolt polgármester oklevéllel és ajándékcsomaggal köszönte meg a város nevében. Mint mondta, büszke a győriek példamutató helytállására.

### Dokumentumfilm
Az OzoneNetwork tévéje a katasztrófa egy éves évfordulóján, 2014. március 14-én egy saját gyártású, 50 perces dokumentumfilmben dolgozta fel részletesen a témát. A filmben megszólalt egy asszony, aki a gyermekeivel az éjszakát az autópályán töltötte és azért izgultak, hogy ne fogyjon ki a benzin. Egy másik édesanya szülése pont a katasztrófa éjjelén indult meg a hótorlaszoktól elzárt bakonyi faluban. Az ismert showman, Geszti Péter pedig egy győri közönségtalálkozóra indult de nem ért oda. Két napig volt a hó fogságában.